# Exochomus fasciatus
Exochomus fasciatus – gatunek chrząszcza z rodziny biedronkowatych i podrodziny Coccinellinae.
Gatunek ten opisany został po raz pierwszy w 1899 roku przez Thomasa Lincolna Caseya na łamach „Journal of the New York Entomological Society”. Jako miejsce typowe wskazano San Diego w stanie Kalifornia.
Chrząszcz o wyraźnie wydłużonym, owalnym w zarysie, wysklepionym ciele długości od 2,6 do 3,7 mm i szerokości od 2,2 do 2,8 mm. Wierzch ciała jest nagi, gładki, błyszczący, o niemal niedostrzegalnym punktowaniu. Barwa głowy jest czarna. Czułki buduje dziesięć członów, z których trzy ostatnie formują buławkę. Przedplecze jest u obu płci jednolicie czarne. Ma ono lekko odgięte brzegi boczne i delikatnie obrzeżoną krawędź nasadową. Pokrywy mają kolor czerwonawożółty, typowo z dwiema parami czarnych plam, czasem zlanymi ze sobą, rzadziej z przednią parą zredukowaną lub zanikłą; przynajmniej część szwu zawsze jest jasna. Podgięcia pokryw słabo opadają dozewnętrznie. Ciemno ubarwione odnóża mają tęgie uda, smukłe golenie i prawie kwadratowy ząbek u podstawy pazurków. Samiec ma sześć widocznych sternitów odwłoka (wentrytów) i niesymetryczny płat nasadowy genitaliów. Samica ma pięć widocznych wentrytów, długi przewód nasienny i zaopatrzone w infundibulum genitalia.
Owad nearktyczny, endemiczny dla południowego zachodu Stanów Zjednoczonych, znany wyłącznie z południowego skraju Kalifornii.